# Heinrich Schweitzer

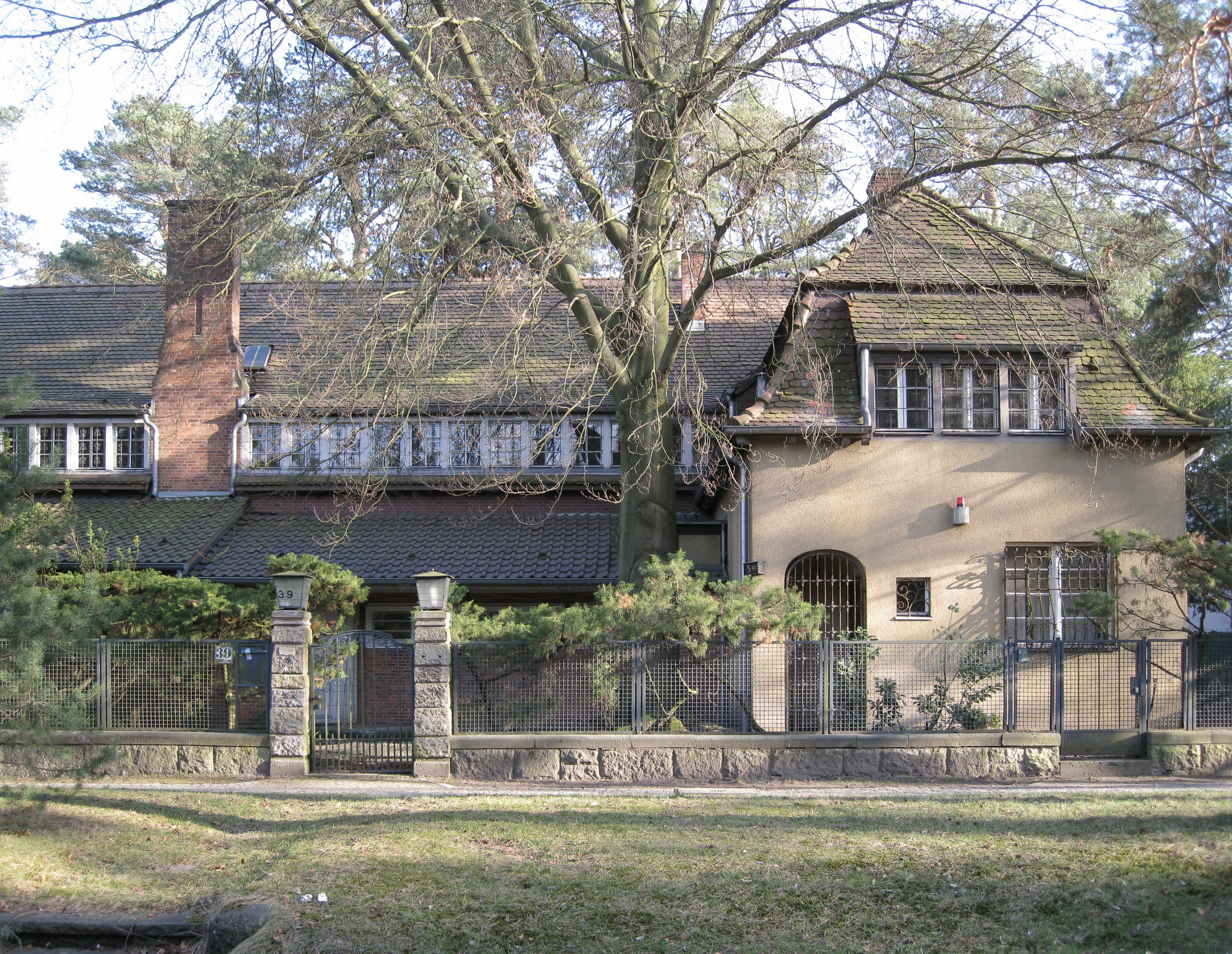
Wohnhaus von Heinrich Schweitzer (1912–1932)
Im Dol 39 in Berlin-Dahlem

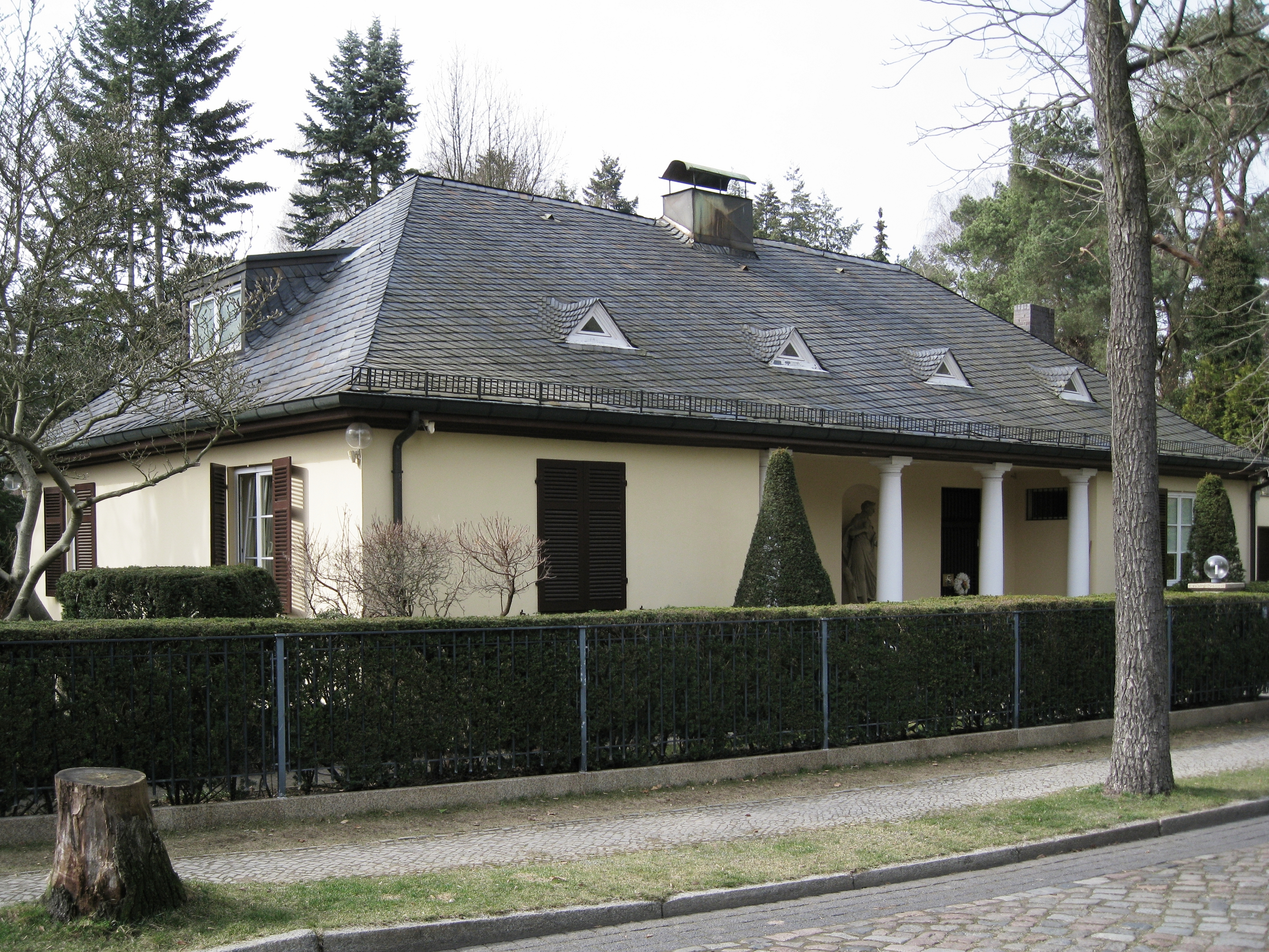
Wohnhaus von Heinrich Schweitzer (ab 1932)
Gadebuscher Weg 5 in Berlin-Dahlem

Heinrich Schweitzer (* 11. März 1871 in Stuttgart; † 1953 in Berlin) war ein deutscher Architekt, der in Berlin lebte und arbeitete.

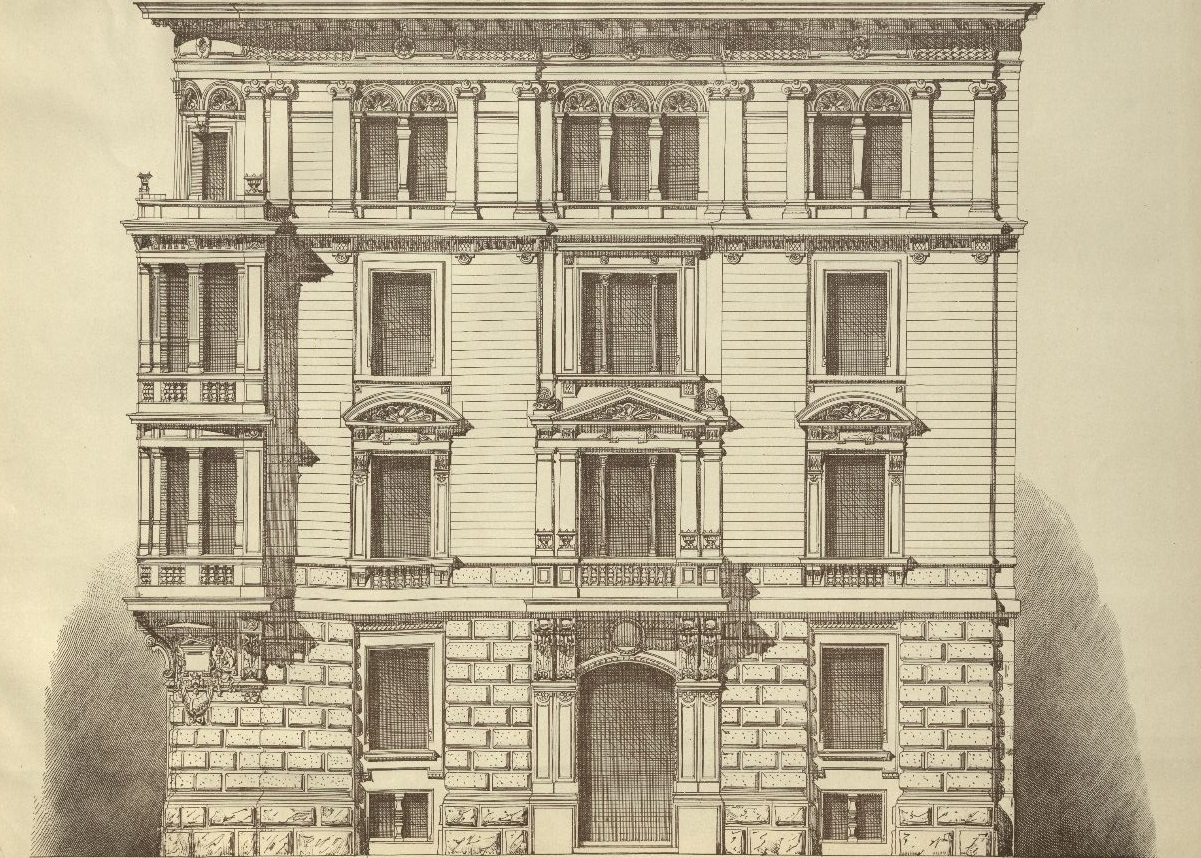
Dreigeschossiges Wohngebäude. Äußere Ansicht.

Mit seinen Bauten nahm Schweitzer Einfluss auf das Wachsen der damaligen Berliner Vorstädte. Zahlreiche seiner Gebäude stehen mittlerweile unter Denkmalschutz. Die nach Plänen von Schweitzer errichteten Gebäude sind keiner genauer Stilrichtung zuzuordnen, sondern passten sich dem Zeitgeist von Neorenaissance, Neobarock oder dem beginnenden Expressionismus an und stellen überwiegend einen Stilmix dar.

## Leben und Wirken

### Aus- und Weiterbildung
Nach dem Architekturstudium an der Technischen Hochschule Stuttgart und der Technischen Hochschule München wurde Heinrich Schweitzer Mitarbeiter des Architekten Friedrich von Thiersch in München, anschließend bei Alfred Messel in Berlin. 1894 unternahm er eine Studienreise nach Italien, wo er unter anderem auch Rom besuchte und Reiseskizzen machte.

### Erste Arbeiten zwischen 1903 und 1913
Danach versuchte er über die Teilnahme an Architekturwettbewerben zu Aufträgen zu gelangen. Im Jahr 1903 trat er als Teilhaber in das Büro des Architekten Martin Altgelt ein und beide firmierten nun als „Architektur- und Bau-Bureau Altgelt & Schweitzer“, das seinen Sitz in der Genthiner Straße 7 in Berlin W 35 hatte. Im Jahr 1911 beteiligten sie sich unter anderem an einem Wettbewerb für die Raumgestaltung der Großen Berliner Kunstausstellung (1912/1913).
Im Jahr 1906 eröffnete Schweitzer in der Magdeburger Straße 20, Berlin W 35, ein eigenes „Bureau für Architektur“. Um bekannter zu werden und an größere Aufträge zu gelangen, nahm er 1907 den Architekten und pensionierten Stadtbauinspektor Walther Schilbach als Teilhaber auf, das gemeinsame Büro nannte sich „Architektur-Bureau Schilbach & Schweitzer“. Sie konnten in dieser Zeit unter anderem den Gewerbehof in Berlin-Kreuzberg entwerfen, der 1906/1907 nach ihren Plänen angelegt wurde.
Ab dem Jahr 1907 erarbeitete Schweitzer gemeinsam mit dem Stadtplaner Hermann Jansen im Auftrag von Hugo Thiel einen Bebauungsplan für den Gemeindebereich Dahlem-Süd, um den vormaligen, heftig kritisierten Bebauungsplan des Baumeisters Walter Kyllmann den neuen Erfordernissen, wie dem Bau der U-Bahn-Linie, anzupassen.
Nach dem Rückzug (oder dem Tod) von Walther Schilbach übernahm Schweitzer das Büro wieder unter seinem Namen und verlegte den Sitz in die Keithstraße 18, Berlin W 62. Inzwischen war er bekannt geworden und hatte bereits einige bedeutende Projekte ausführen können, darunter den Admiralspalast in der Friedrichstraße, einen Schulneubau in seinem Wohngebiet, das Lyzeum der Gemeinde Dahlem, die spätere Gertrauden-Schule (Einweihung am 11. September 1909) sowie 1909–1911 den Umbau eines großen Geschäftshauses in Berlin-Mitte, das von Alfred Messel stammte. Das Gebäude wurde 1997–2000 denkmalgerecht umgebaut und wird nunmehr von der KfW Bankengruppe, Niederlassung Berlin, als Historisches Archiv genutzt.

### Weitere Aufträge für Berlin
In seinem Wohnumfeld war sein Schaffen ebenfalls nicht verborgen geblieben, so dass ihn sowohl die Gemeinde Dahlem mit dem Entwurf kommunaler Gebäude als auch wohlhabende Privatleute aus der Umgebung mit Planungen für Wohnhäuser und Villen beauftragten, im Archiv des Architekturmuseums der Technischen Universität Berlin (siehe Weblinks) sind dazu Archivalien vorhanden für: Familie Fischer in Dahlem (1912), Familie Frentzel in Dahlem (ohne Jahr), Professor Friedemann in Dahlem (Wachtelstraße; 1928/1929), Bildhauer Johannes Götz in Friedenau (1904), Bankiersfamilie Jonas in Dahlem (Gadebuscher Weg 4; ohne Jahr), Familie des Chemieprofessors Jakob Meisenheimer in Dahlem (1909), Direktorenfamilie Otto in Dahlem, Familie des Direktors Schall in Dahlem (Thielallee; um 1912).
Er erstellte im Auftrag der Gemeinde Dahlem Pläne für die Anlage eines neuen Friedhofs, für dessen detaillierte Gestaltung sich eine Künstlergesellschaft, Werkstatt für Friedhofs-Kunst in Berlin’ gegründet hatte, der Schweitzer angehörte. So wurden auch Grabsteine nach seinen Ideen gefertigt. Auch für bereits vorhandene Grabanlagen lieferte er Vorlagen, so für den Botaniker Paul Sintenis auf dem St.-Annen-Kirchhof.
Von 1911 bis 1912 baute er auf dem Grundstück Im Dol 39/Gadebuscher Weg 5 in Dahlem ein Haus mit winkelförmigem Grundriss, das in den Folgejahren mehrfach umgebaut und erweitert wurde. 1932 verkaufte er dieses an den Rechtsanwalt Arno Wittgensteiner, da sehr hohe Grundsteuern auf das große Grundstück erhoben wurden, die nicht mehr im Verhältnis zu seinem Einkommen standen. Er behielt einen Teil des Grundstückes und ließ sich nach eigenen Plänen von dem Bauunternehmer August Höhne ein Wohnhaus im Gadebuscher Weg 5 errichten, das 1932 fertig gestellt wurde.

### Deutschlandweites Wirken
Auch in anderen Orten wurden Wohngebäude nach Schweitzers Plänen geplant beziehungsweise errichtet: für Otto von Krumhaar in Gremsmühlen, für Familie von Stössen im Schwarzwald, Rittergut von Zastrow im Ort Plassow (heute Płaszewko, Polen).

## Privates
Am 15. November 1907 wurde sein Sohn Jürgen in Freiburg im Breisgau geboren, der später in die Fußstapfen seines Vaters treten sollte und die Architektengruppe Schweitzer und Partner gründete.
Heinrich Schweitzer war Mitglied im Bund Deutscher Architekten. Einer seiner später bekannten Schüler war Otto Werner.

## Bauten und Entwürfe
- 1901: Wettbewerbsentwurf für das Neue Rathaus in Dresden[21]
- 1902: Wohnhaus für den Bildhauer Adolf Fremd in Stuttgart[22]
- 1906–1907: Wiederaufbau und Erweiterung von Schloss Eisersdorf in Niederschlesien für Herrn zu Löbbecke (heute Żelazno, Polen)[23]
- 1906–1911: Zusammen mit weiteren Architekten entwarf Schweitzer die Schülerkolonie Dahlem in der Königin-Luise-Straße.[24]
- 1907–1908: Landhaus für den Chirurgen Hans Kehr in Gehlberg (Einweihung am 27. September 1908)[25]
- 1909–1910: Landhaus für Professor Ramm in Dahlem, Pacelliallee 27 (damals: Cecilienallee)[26]
- 1910–1911: Kreishaus (Landratsamt) in Zielenzig bei Frankfurt (Oder)[27]
- 1910–1911: Admiralspalast in Berlin-Mitte
- 1910–1911: Atelierhaus des Vereins der Berliner Künstlerinnen in Berlin-Tiergarten[28]
- 1911–1912: Erweiterungsbau für das Kaufhaus Wertheim in der Leipziger Straße in Berlin-Mitte[29]
- 1911–1912 und 1920–1921, 1923: Wohnhaus in Dahlem, Im Dol 39 und spätere Erweiterungen[30]

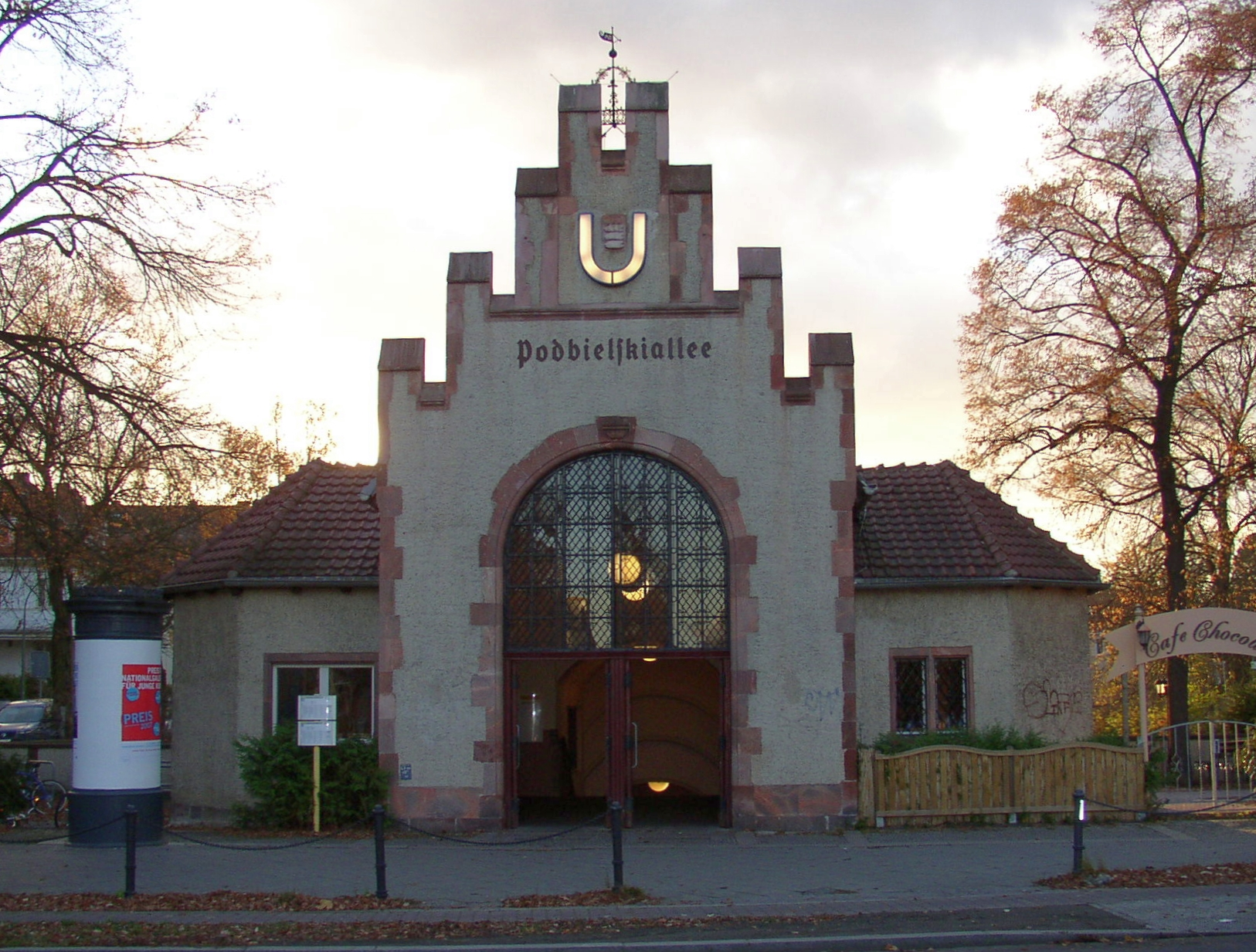
Eingangsgebäude zum U-Bahnhof Podbielskiallee in Berlin-Dahlem

- 1911–1913: Eines seiner bedeutendsten Projekte wurde der U-Bahnhof Podbielskiallee mit Empfangsgebäude[31]
- 1912–1913: Wohnhaus Louis Raffleur in Berlin-Dahlem, Messelstraße 1 (damals: Messelstraße 45)[32]
- 1912–1915: Grünanlagen Thielpark und Triestpark in Dahlem (nach gemeinsamen Entwurf von Hermann Jansen, Richard Köhler und Heinrich Schweitzer;[33] später erweitert und umgestaltet)
- 1912–1933: Schrittweise wurde in Dahlem eine Reihenhaussiedlung nach Plänen von Heinrich Schweitzer und von Bruno Ahrends verwirklicht.[34]
- 1913: Erweiterungsbauten für die Domäne Dahlem[35]
- 1914–1915: Für die Anlage des Schillerparks steuerte Schweitzer die Baupläne für einige Bedürfnisanstalten bei.[36]
- 1916–1920: Reihenhaussiedlung in Berlin-Schmargendorf[37]
- 1918: Entwurf für den Wiederaufbau des Klosters Heiligengrabe[38]
- 1923–1924: Wohnhaus der Familie von Siemens in Dahlem, In der Halde 6–8 (damals: Im Dol 41 oder In der Halde 6–8)[39]
- 1925 und später: In Dahlem, im Wohnquartier Vogelsang, wurden Straßenflächen und Grünanlagen von ihm entworfen und von der Kommune umgesetzt[40]
- 1926: Anbau an ein Wohnhaus in Dahlem, Im Dol 48[41]
- 1928: stadtplanerischer Entwurf für das Gebiet um das Brandenburger Tor[42]
- 1928: Erweiterungsbau des Wohnhauses Bredow in Dahlem, Englerallee 19[43][44]
- 1928–1929: Privatwohnhaus des Arztes Bruno Mendel in Berlin-Wannsee, Am Sandwerder 39 (damals: Friedrich-Karl-Straße 17)[45]
- 1929: Umbau des Verwaltungsgebäudes der Allianz und Stuttgarter Verein Versicherungs-AG in Berlin-Mitte, Mohrenstraße 63/64, Taubenstraße 1, Mauerstraße, Glinkastraße (damals: Mohrenstraße, Taubenstraße, Mauerstraße, Kanonierstraße)[46]
- 1931: Wohnhaus Dr. Zorn-von Pelargus in Kleinmachnow (Gartenarchitekt: Gustav Allinger)[47]

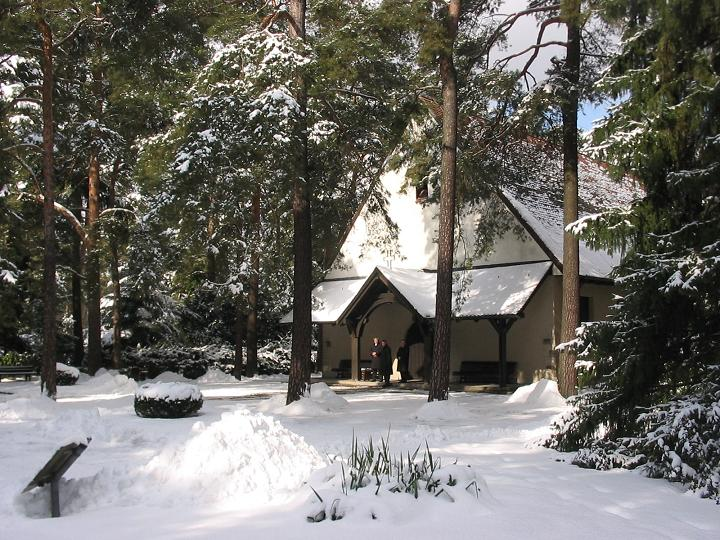
Kapelle auf dem Waldfriedhof

- 1931–1932: Kapelle (Feierhalle) für den Waldfriedhof Dahlem[48]
- 1931–1933: Schließlich konnte Schweitzer zusammen mit dem bedeutenden Gartenarchitekten Albert Brodersen die Anlage des Waldfriedhofs Dahlem entwerfen.[49]
- 1934: Fertigstellung eines Wohnhauses für einen Zehlendorfer Bürger nach Schweitzers Projekt in der Glockenstraße[50]
- 1935: Landhaus von der Schulenburg in Berlin-Westend[51]